# ترزییسکو (استان لووچ)
ترزییسکو (به بلغاری: Terziysko) یک منطقهٔ مسکونی در بلغارستان است که در شهرستان ترویان واقع شده‌است.